# Akcja „Burza” w Okręgu Stanisławów Armii Krajowej

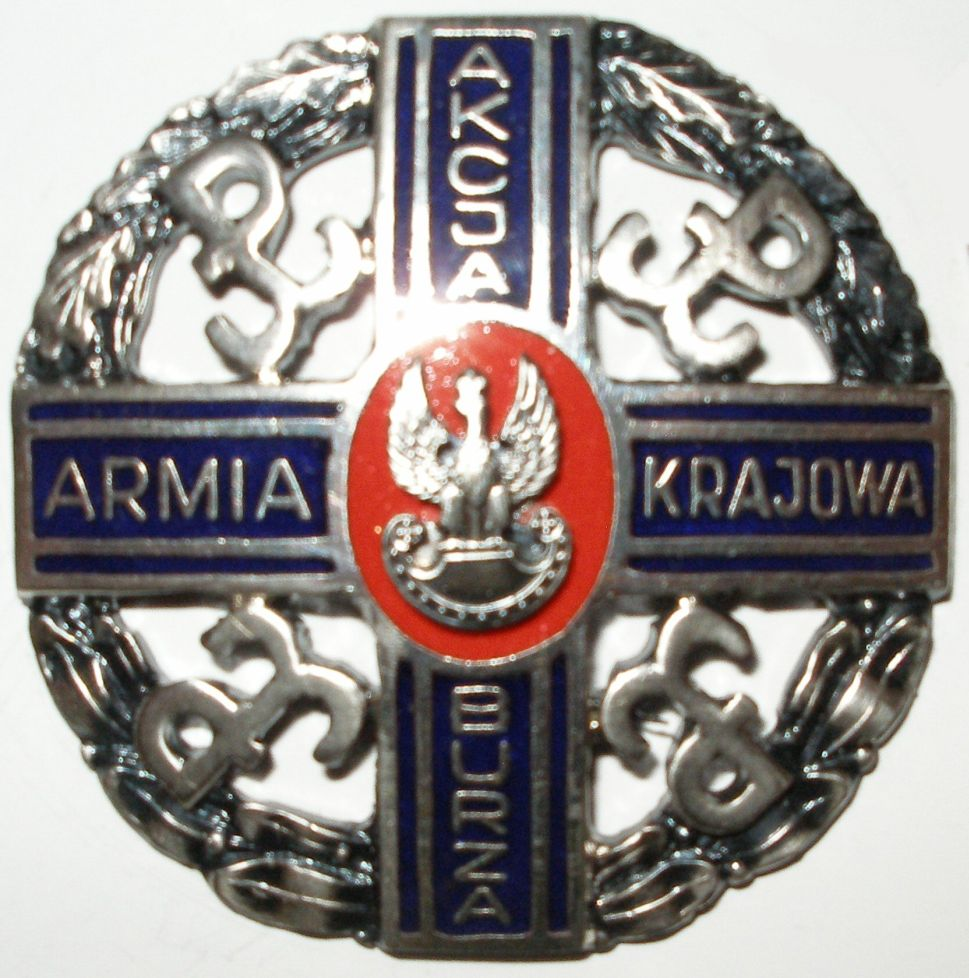
Odznaka AK przyznawana za udział w akcji „Burza”

Akcja „Burza” w Okręgu Stanisławów AK – część akcji wojskowej zorganizowanej i podjętej przez oddziały Armii Krajowej przeciw wojskom niemieckim w końcowej fazie okupacji niemieckiej, bezpośrednio przed wkroczeniem Armii Czerwonej, prowadzona w granicach II Rzeczypospolitej.
10 marca 1944 dowódca okręgu stanisławowskiego kpt. Herman wydał rozkaz operacyjny do rozpoczęcia „Burzy”. Głównym zadaniem oddziałów partyzanckich były uderzenia na transport wroga. Linie kolejowe i drogi przebiegały w terenie górzystym, zalesionym, poprzecinanym licznymi rzekami i strumieniami. Sprzyjało to planowanym akcjom dywersyjnym.
Najwcześniej „Burza” rozpoczęła się w inspektoracie Kołomyja na Pokuciu – najdalej wysuniętym regionie kresów południowo-wschodnich II Rzeczypospolitej. W tych terenach walczyło ok. 900 zaprzysiężonych żołnierzy podziemia w tym ok. 500 członków samoobrony. Miała ona jednak ograniczony wymiar bojowy. Oddziały partyzanckie wykonały szereg akcji dywersyjnych i sabotażowych, doszło do kilku potyczek z Niemcami. Szczególnie skuteczne okazały się wielokrotne akcje dywersyjne na linie kolejowe, nieliczne w tym rejonie.
Tworzone oddziały partyzanckie przyjęły numery i nazwy pułków piechoty wchodzących w skład przedwojennej 11 Karpackiej Dywizji Piechoty Były to: 49 Huculski Pułk Piechoty AK z Kołomyi, 53 Pułk Strzelców Kresowych AK ze Stryja oraz 48 Pułk Strzelców Kresowych AK ze Stanisławowa.
Pod koniec 1943 zmobilizowano 49 pułk piechoty AK. Działał on w rejonie Bitków-Nadwórna. Liczył około 160 partyzantów. W marcu 1944 dołączył do koncentrujących się oddziałów partyzanckich 11 KDP AK pod wsią Majdan. Szybka ofensywa wojsk Frontu Ukraińskiego uniemożliwiała rozwinięcie oddziałów dywizji.
W rejonie Sambora działało Zgrupowanie Wschodnie AK. Ochraniało ono szyby naftowe w rejonie Drohobycza i Borysławia. W tym rejonie doszło do współdziałania 3/53 pp AK mjr. Niemętowskiego z jednostkami szybkimi 1 Frontu Ukraińskiego Iwana Koniewa.
Oddziały AK zmuszone były również do ochrony polskich miast i wsi przed atakami UPA.
Po zdobyciu miast Armia Czerwona rozbroiła oddziały Armii Krajowej. Część sił przeszła do konspiracji.

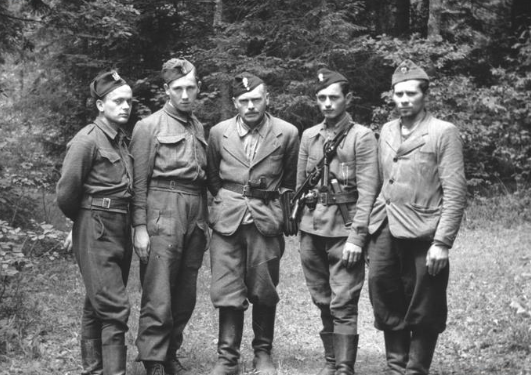
Michał Ciszewski, NN, chorąży Adam Ekiert ps. „Pogarda”, Jan Pakos ps. „Stal”.
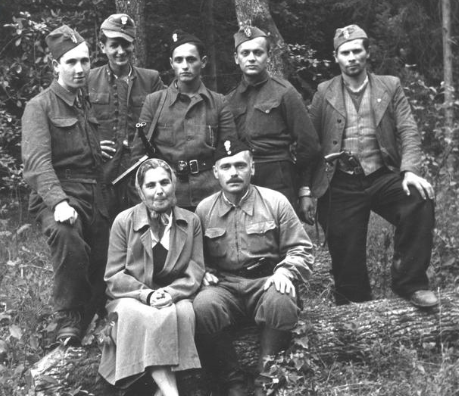
Siedzą: „Chata”, chorąży Adam Ekiert ps. „Pogarda”; stoją: NN, Tadeusz Paszkowski ps. „Lis”, Jan Pakos ps. „Stal”, Michał Olszewski.
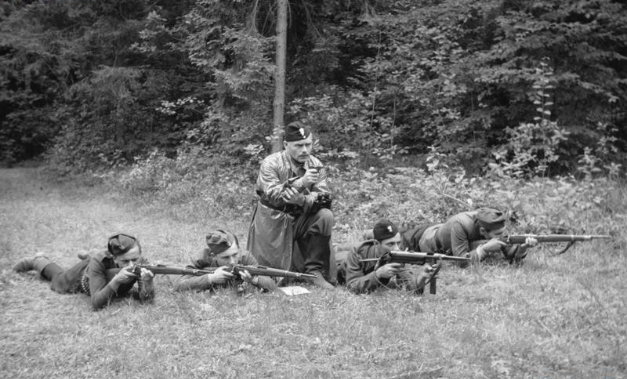
Michał Olszewski, NN, chorąży Adam Ekiert ps. „Pogarda”, Jan Pakos ps. „Stal”.